# Aleksandyr Aleksandrow (wioślarz)
Aleksandyr Aleksandrow (bułg. Александър Александров; ur. 9 kwietnia 1990 w Sofii) – bułgarski i azerski wioślarz, dwukrotny medalista mistrzostw Europy w wioślarstwie, uczestnik Letnich Igrzysk Olimpijskich 2012 w Londynie oraz Letnich Igrzysk Olimpijskich 2016 w Rio de Janeiro.

## Osiągnięcia
- Mistrzostwa Świata Juniorów – Brandenburg 2005 – dwójka podwójna – 8. miejsce[1].
- Mistrzostwa Świata Juniorów – Amsterdam 2006 – jedynka – 2. miejsce[1].
- Mistrzostwa Świata Juniorów – Pekin 2007 – jedynka – 1. miejsce[1].
- Mistrzostwa Świata – Monachium 2007 – jedynka – 12. miejsce[1].
- Mistrzostwa Europy – Poznań 2007 – jedynka – 3. miejsce[1].
- Mistrzostwa Świata U-23 – Račice 2009 – jedynka – 5. miejsce[1].
- Mistrzostwa Europy – Brześć 2009 – jedynka – 6. miejsce[1].
- Mistrzostwa Europy – Montemor-o-Velho 2010 – jedynka – 12. miejsce[1].
- Mistrzostwa Świata – Bled 2011 – jedynka – 9. miejsce[1]
- Letnie Igrzyska Olimpijskie – Londyn 2012 – jedynka – 5. miejsce[1]
- Mistrzostwa Europy – Sewilla 2013 – jedynka – 5. miejsce[1]
- Mistrzostwa Świata – Chungju 2013 – dwójka podwójna – 7. miejsce[1]
- Mistrzostwa Europy – Belgrad 2014 – dwójka podwójna – 2. miejsce[1]
- Mistrzostwa Świata – Amsterdam 2014 – dwójka podwójna – 6. miejsce[1]
- Mistrzostwa Europy – Poznań 2015 – dwójka podwójna – 14. miejsce[1]
- Mistrzostwa Świata – Aiguebelette-le-Lac 2015 – dwójka podwójna – 7. miejsce[1]
- Mistrzostwa Europy – Brandenburg 2016 – dwójka podwójna – 11. miejsce[1]
- Letnie Igrzyska Olimpijskie – Rio de Janeiro 2016 – dwójka podwójna – 12. miejsce[1]